# زایدلاند
زایدلاند (به هلندی: Zuidland) یک منطقهٔ مسکونی در هلند است که در Nissewaard واقع شده‌است. زایدلاند ۵٬۱۹۲ نفر جمعیت دارد.